# Article 28 de la Charte canadienne des droits et libertés
L'article 28 de la Charte canadienne des droits et libertés est un des articles sous la rubrique Dispositions générales de la Charte des droits de la Constitution du Canada ; tout comme les autres articles des Dispositions générales, il aide à l'interprétation des droits présents ailleurs dans la Charte. L'article 28 se préoccupe spécifiquement de la question de l'égalité des sexes ; il correspond à la Equal Rights Amendment (non-ratifiée) aux États-Unis, qui lui servit d'ailleurs de modèle.

## Texte
« 28. Indépendamment des autres dispositions de la présente charte, les droits et libertés qui y sont mentionnés sont garantis également aux personnes des deux sexes. »

— Article 28 de la Charte canadienne des droits et libertés

## Interprétation

### Pas un régime en double avec l'article 15
L'article 28 n'est pas un droit, car il ne précise pas que les hommes et les femmes sont égaux, ce qui est fait dans l'Article 15. Au lieu de cela, l'Article 28 garantit que les hommes et les femmes ont les mêmes droits, à réclamer, énumérés dans la Charte. Cela a été établi dans des décisions judiciaires des années 1980.

### Pas un pare-feu à la clause nonobstant
D'après l'arrêt Hak c. Procureure générale du Québec de 2021 de la Cour supérieure du Québec, l'article 28 de la Charte canadienne ne peut pas servir à contourner la clause nonobstant de la Charte canadienne. Auparavant, une partie de la doctrine des constitutionnalistes se montrait réceptive à cette idée, de même que l'ancienne juge en chef de la Cour d'appel du Québec,,.
Les personnes qui défendaient l'article 28 comme pare-feu à la clause nonobstant (en raison des mots « indépendamment des autres dispositions de la présente charte ») étaient souvent des juristes féministes qui s'inquiétaient de la possibilité d'utiliser la clause nonobstant pour interdire l'avortement ou pour établir un régime législatif fortement discriminatoire envers les femmes, comme dans le roman La Servante écarlate de Margaret Atwood. Donc puisque l'article 28 ne permet pas de contourner la clause nonobstant, il est théoriquement possible pour le législateur d'adopter toutes sortes de lois discriminatoires concernant les femmes. Cela serait toutefois assujetti au partage des compétences (compétence criminelle fédérale et compétence civile provinciale).
Cependant, il ne serait pas possible de retirer les droits politiques des femmes (droit de vote et droit de se présenter aux élections), en raison de l'article 3 de la Charte canadienne des droits et libertés, qui n'est pas couvert par la clause nonobstant. Bien que l'article 3 ait déjà été plaidé comme ayant un sens sociopolitique large (les activités sociétales et politiques des femmes) dans l'arrêt Hak, le tribunal n'a pas accepté ce sens sociopolitique large et s'en est tenu au sens traditionnel des droits politiques : il a seulement invalidé la Loi sur la laïcité de l'État sur le plan électoral pour les membres élus de l'Assemblée nationale. D'autre part, sous réserve de l'article 1 de la Charte en cas d'urgence pandémique, il n'est pas permis d'utiliser la clause nonobstant pour confiner les femmes au foyer sans possibilité de quitter la résidence, en raison de l'article 6 de la Charte canadienne des droits et libertés qui énonce la liberté de circulation, puisque l'article 6 n'est pas couvert par la clause nonobstant.

### Pas une exception à la mise en balance des droits de l'article 1 de la Charte
En droit canadien, aucun droit n'est absolu. Tous les droits peuvent être soumis à un examen de proportionnalité dans le test Oakes de l'article 1 de la Charte. Or, le professeur Peter Hogg avait formulé une hypothèse selon laquelle l'utilisation des mots « indépendamment des autres dispositions de la présente charte » à l'article 28 constituerait une exception à l'application du test de l'article 1. Cette hypothèse a été rejetée par le juge qui a présidé le procès dans l'arrêt Hak.
Concernant la relation entre l'article 1 et l'article 28, la Cour d'appel du Québec affirme que « l’on peut vraisemblablement transposer le propos à l’art. 28 et dire de celui-ciqu’il “facilit[e] soit l'interprétation de la définition de droits et libertés garantis par la Charte […] soit l'analyse fondée sur l'article premier” qu’il sert donc, dans ce dernier cas comme dans le premier, d’outil interprétatif. Bref, l’on a affaire en l’art. 28 à une directive d’interprétation qui devrait imprégner la manière dont les tribunaux appliquent l’art. 1, et ce, autant que possible ».

### Pas un mécanisme de justification d'une violation de l'article 7 de la Charte
D'après la professeures de droit Elizabeth Sheehy, Isabel Grant et Kerri A. Froc, (écrivant en mai 2022) « la Cour suprême n'a jamais maintenu une violation de l'article 7 en utilisant l'article 1 ». Or, dans l'arrêt R. c. Brown, il fut entre autres plaidé que l'article 28 pourrait contribuer à préserver la constitutionnalité d'une disposition (l'article 33.1 du Code criminel) qui interdisait d'utiliser la défense d'intoxication extrême pour les infractions impliquant des atteintes à l'intégrité physique d'une personne, comme les agressions sexuelles ou les meurtres. Cette disposition était contestée au motif qu'elle violait les articles 7 et 11d) de la Charte, soit les principes de justice fondamentale et la présomption d'innocence. Toutefois, la Cour suprême du Canada n'a pas accepté cet argument et a conclu que l'art. 33.1 C.cr. est inconstitutionnel.

### En tant que tempérament à l'article 27 de la Charte
Les lectures restrictives de l'article 28 en font principalement un tempérament interprétatif au multiculturalisme de l'article 27 de la Charte (lui-même un article interprétatif) et cherchent à éviter d'en déduire trop de conséquences à l'égard des autres dispositions de la Charte. Pour conserver un multiculturalisme de bon aloi et pour faire obstacle au relativisme culturel, l'article 28 permettrait surtout d'éviter les interprétations judiciaires des droits et libertés de la Charte à la lumière du multiculturalisme qui avantageraient indûment les tendances patriarcales des communautés culturelles qui sont moins favorables à l'égalité entre les hommes et les femmes. Autrement dit, il n'est pas possible d'utiliser le multiculturalisme pour que les droits protégés par la Charte s'appliquent aux hommes seulement.